# An Open Book
"An Open Book" es el quinto episodio de la primera temporada de la serie de televisión dramática estadounidense Six Feet Under. El episodio fue escrito por el creador de la serie Alan Ball y dirigido por Kathy Bates. Se emitió originalmente en HBO el 1 de julio de 2001.
La serie está ambientada en Los Ángeles y retrata la vida de la familia Fisher, que dirige una funeraria, junto con sus amigos y amantes. Explora los conflictos que surgen después de que el patriarca de la familia, Nathaniel, muere en un accidente automovilístico. En este episodio, David recibe una oferta de la iglesia, mientras que Nate conoce a los padres de Brenda. Mientras tanto, Ruth lleva a Claire a un viaje por carretera para estrechar lazos con ella.
Según Nielsen Media Research, el episodio fue visto por un estimado de 4,64 millones de espectadores en hogares y obtuvo una calificación de hogares de Nielsen de 3,2. El episodio recibió elogios de la crítica, que elogió las actuaciones, la dirección de Bates y el desarrollo del personaje.

## Trama
La estrella porno Viveca St. John (Veronica Hart) se toma un baño de burbujas en su casa. Mientras le cuenta su situación a su gato, este accidentalmente tira sus rizadores de pelo en la bañera, electrocutándola y matándola.
Mientras acompaña a Ruth (Frances Conroy) a la iglesia, a David (Michael C. Hall) le ofrecen el puesto de diácono, que su padre tenía antes de morir. Aunque Keith (Mathew St. Patrick) no está contento porque tendrán menos tiempo juntos, David cree que esto puede ayudar a Fisher & Sons. Brenda (Rachel Griffiths) consigue que Nate (Peter Krause) pase el rato con ella en la casa de sus padres mientras ellos están fuera durante el fin de semana. Sin embargo, llegan temprano y Nate conoce a sus padres, Bernard (Robert Foxworth) y Margaret (Joanna Cassidy). Nate se entera rápidamente de sus antecedentes en psiquiatría y descubre que Brenda ha guardado algunos detalles desconcertantes sobre ella, como que sus padres escribieron un libro inspirado en ella. También conoce a su hermano Billy (Jeremy Sisto), quien es inestable y sufre trastorno bipolar.
Ruth y Claire (Lauren Ambrose) visitan al consejero escolar, donde Claire siente que su familia no es feliz. Para animarla, Ruth decide salir más a menudo con ella, pero descubren que carecen de los mismos intereses. Ruth decide dejar que Claire falte a la escuela para que puedan viajar a San Bernardino y visitar a la prima de Claire, Hannah (Cristine Rose), y a su hija Ginnie (Jordan Ladd). Sin embargo, Claire está molesta por su relación "perfecta", y Ginnie no siente vergüenza por mostrar amor a su madre. A Ruth no le importa, pero se impacienta cuando descubre que su estilo de vida no es viable para ellos y decide irse con Claire.
Mientras organiza el funeral de Viveca, David descubre por Nate y Federico (Freddy Rodríguez) sus antecedentes en el porno. A su funeral asisten muchos de sus compañeros de trabajo, quienes comparten con ella sus experiencias en el set. Ruth queda consternada al enterarse de su profesión. David le cuenta a Nate su sexualidad, pero cuando él se niega a dejar que Keith lo acompañe a la iglesia, Keith lo acusa de ser un cobarde y rompe con él, y luego David le niega su sexualidad a su hermano. El episodio termina cuando David asume su nuevo cargo como diácono, con su familia presente.

## Producción

### Desarrollo
El episodio fue escrito por el creador de la serie Alan Ball y dirigido por Kathy Bates. Este fue el segundo crédito como guionista de Ball, y el primer crédito como director de Bates.

## Recepción

### Audiencia
En su emisión original en Estados Unidos, "An Open Book" fue visto por un estimado de 4,64 millones de espectadores en hogares, con una calificación de 3,2 en hogares. Esto significa que fue visto por el 3,2% de los hogares estimados del país, y fue visto por 3,25 millones de hogares.  Esto representó una disminución del 19% en la audiencia con respecto al episodio anterior, que fue visto por 5,68 millones de espectadores en hogares con una calificación de 3,5 en hogares. 

### Reseñas críticas
"An Open Book" recibió elogios de la crítica. John Teti, de The AV Club, escribió: "No es un regreso a una época anterior, es una inversión. Ahora, Claire es la que elimina a Ruth. Entonces, Claire iguala el movimiento de Ruth y dan un extraño paso hacia adelante".
Entertainment Weekly le dio al episodio una calificación de "A" y escribió: "Bates aporta un sentido del humor deliciosamente retorcido y un estilo visual al excitante guión de Ball; puntos extra por incorporar ingeniosamente clips de Oz (que Bates también dirigió) y Gilmore Girls".  Mark Zimmer de Digitally Obsessed le dio al episodio una calificación de 4.5 sobre 5 y escribió: "La crueldad es palpable e hilarante mientras vemos a Margaret diseccionar verbalmente a Nate. El idiota de la semana es una estrella porno, electrocutada en la bañera, y David lidia con cuestiones religiosas y revelaciones". 
TV Tome le dio al episodio una calificación de 9 de 10 y escribió: "Este episodio es de lejos el más revelador de todos. Es difícil encontrar el personaje que triunfa. Uno piensa que es David por muchas de las razones positivas que mencioné antes en esta reseña, pero luego están Ruth y Claire, que logran evitar el melodrama cursi del que caen presas otras series, pero luego está Brenda, cuyas revelaciones sobre él todavía me dejan en shock".  Billie Doux de Doux Reviews le dio al episodio una calificación perfecta de 4 de 4 estrellas y escribió: "Ruth y Claire están definitivamente más en el rango normal: antagónicas, pero en realidad se aman y a veces encuentran formas de relacionarse. A diferencia de Brenda y Margaret Chenowith, quienes le dijeron a Nate que Brenda era una maestra manipuladora y le gustaba tomar el centro del escenario. Qué cosa increíblemente cruel decirle al novio de tu hija. Incluso si fuera verdad".  Television Without Pity le dio al episodio una calificación de "A–". 
En 2016, Ross Bonaime de Paste lo clasificó en el puesto 22 en el ranking de episodios de Six Feet Under y escribió: "“An Open Book” muestra a Ball divirtiéndose con la noción de expectativas. Por ejemplo, David se sincera con Nate, un momento incómodo, pero que sale mejor de lo que cualquiera de ellos podría haber imaginado. Sin embargo, al final, David se retracta y se esconde, aunque claramente ha sido aceptado. Mientras tanto, en una brillante parodia que aborda la relación entre Rory y Lorelei en Gilmore Girls, Ruth intenta desesperadamente ese tipo de vínculo entre ella y Claire. Cuando las dos comparten una velada con una madre y una hija inquietantemente similar a lo que Ruth cree que quiere, ella se vuelve contra ella y decide en cambio crear una relación con Claire que puede no ser idílica, pero que juega con las fortalezas de su originalidad y humor. Por supuesto, todo esto ocurre en el episodio en el que Nate conoce a los padres psiquiatras de Brenda, a su hermano bipolar Billy y se entera de la problemática infancia de los hermanos. Ball los incluye en esta gran episodio como una familia en la que siempre se puede confiar que nunca será lo que esperas". 